# Широка сосна

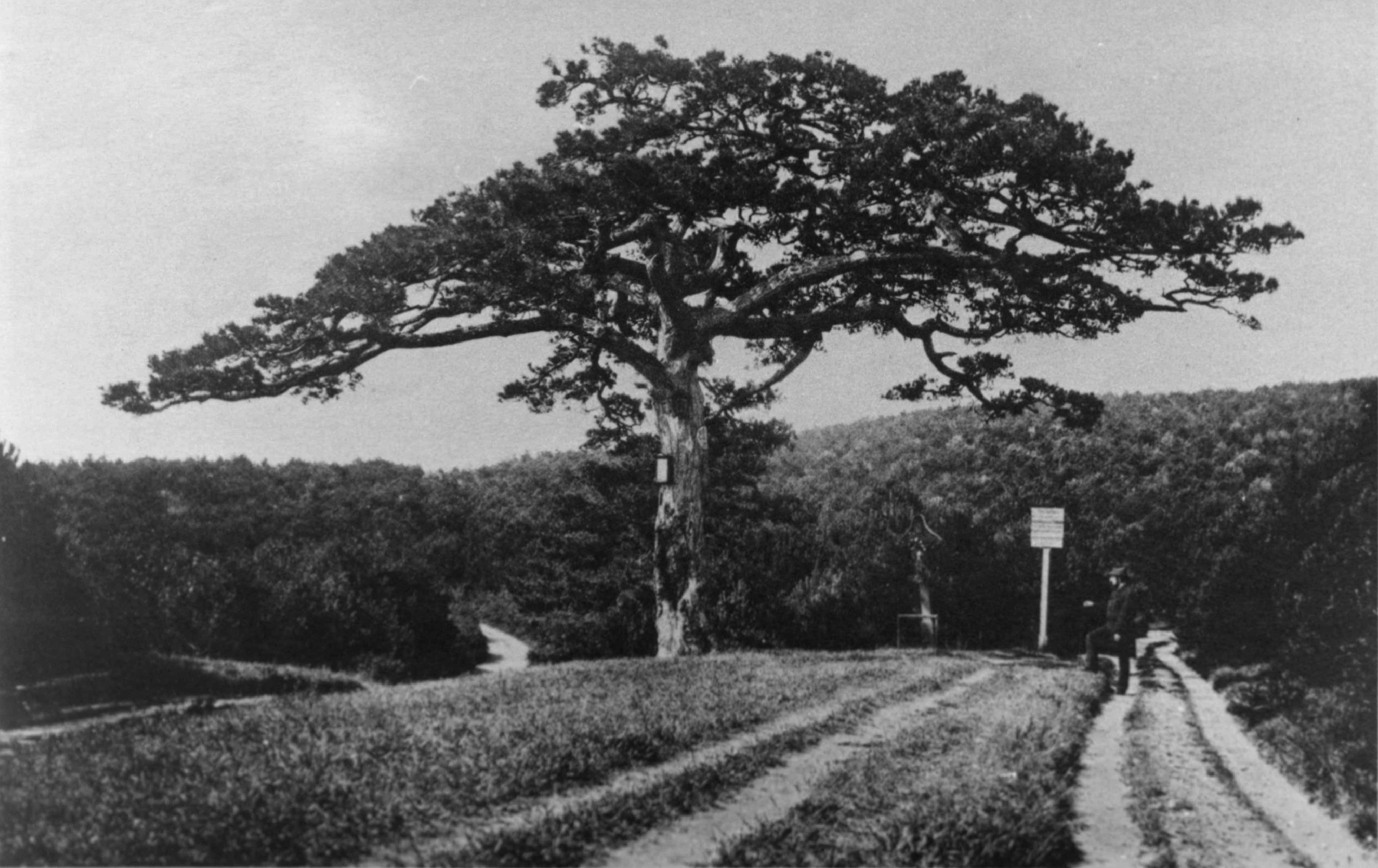
Світлина з книги Beiträge zur Kenntniss der Schwarzföhre, 1881 рік

Широка сосна (нім. Breite Föhre) — колишня пам'ятка Віденського лісу на горі Аннінгер біля Медлінга. Протягом століть привертала увагу як місцевих жителів, так і ряду відомих діячів австрійської та німецької культури. Дерево виду чорна сосна дожило до 450-річного віку.

## Історія
Сосна росла на північній частині Аннінгеру на висоті 379 м, біля доріжки Anningerstraße. Адольф Шмідль згадав її 1839 року в своєму путівнику околицями Відня (Wien's Umgebungen auf zwanzig Stunden im Umkreise) як імпозантне дерево і популярну мету для прогулянок. На той момент воно вже було пошкоджене, ймовірно зловмисне: стовбур був глибоко випаленим. Детальний опис дав 1881 року Артур Зекендорф-Гудент у своїй праці Beiträge zur Kenntniss der Schwarzföhre:
Форма Широкої сосни незвичайна для сосни чорної. Її повна висота становить 11 м, крона починається на 5 м, найбільша ширина крони — 19 м, найменша — 16 м. Стовбур до висоти 2,5 м дуже пошкоджений: на висоті 1,3 м збереглось лише 50 см деревини з одного боку і 25 см з іншого. Діаметр дерева становить 1,1 м.
Оригінальний текст (нім.)
Die breite Föhre ist, was Form anbelangt, wohl eine der merkwürdigsten Schwarzföhren. Ihre Scheitelhöhe beträgt 11 M., die Krone beginnt bei 5 M., die grösste Breite der Krone ist 19. M., die kleinste 16 M. Der Schaft ist bis zu einer Höhe von 2,5 M. stark beschädigt und besitzt derselbe in Folge dieser Beschädigung in 1,3 M. Höhe auf der einen Seite nur 50 Cm., auf der anderen nur 25 Cm. Holzstärke. Der Durchmesser des Baumes beträgt 1,1 M.

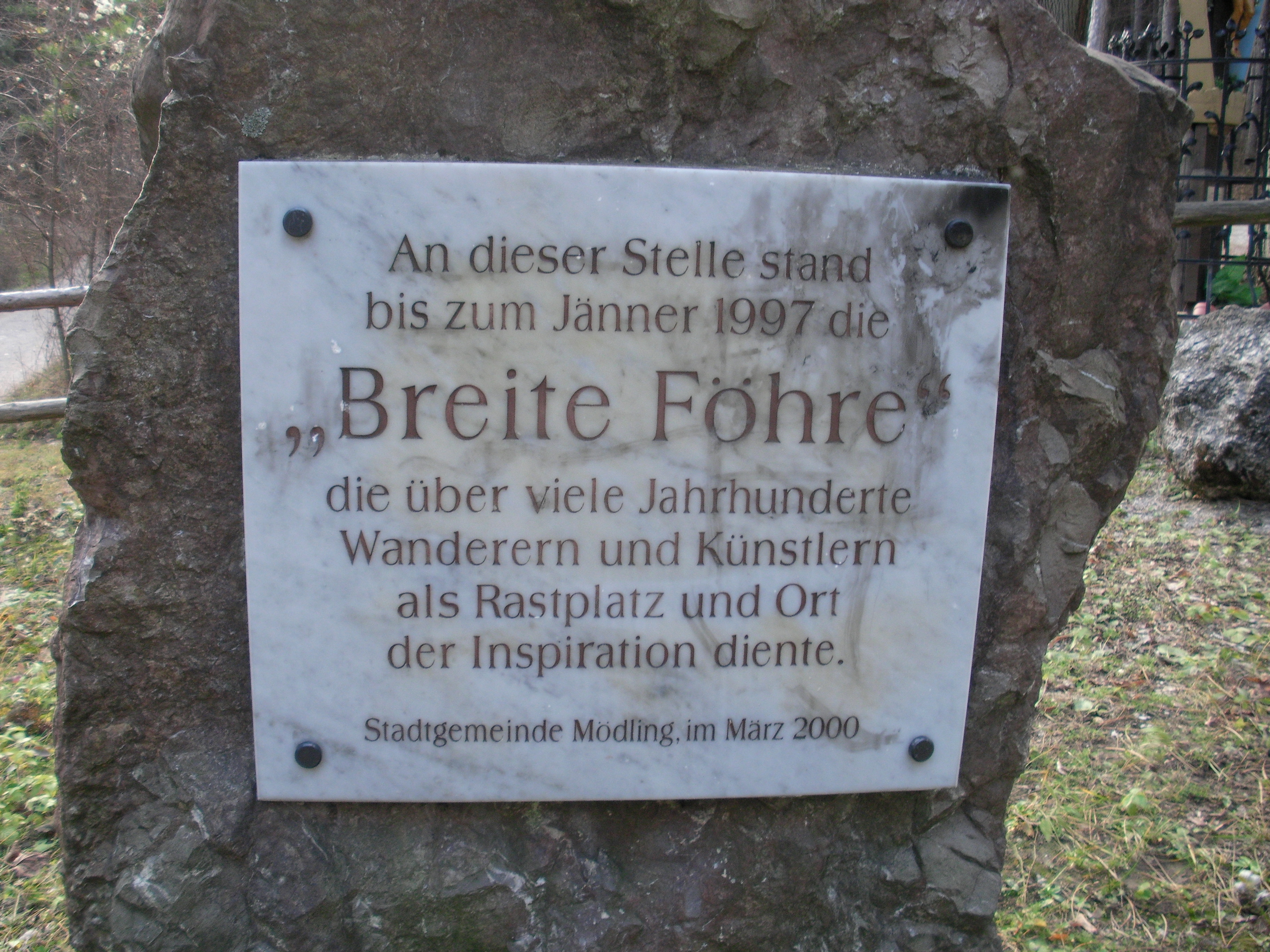
Пам'ятник сосні

Вважають, що цю пам'ятку відвідували композитори Людвіг ван Бетховен, Франц Шуберт, Гуго Вольф, Арнольд Шенберг, Антон Веберн, художники Моріц фон Швінд, Фердинанд Вальдмюллер, Ґустав Клімт, Еґон Шіле, письменник Франц Ґрільпарцер. Німецький художник, графік і літограф Людвіг Фердинанд Шнорр фон Карольсфельд 1838 року написав картину «Широка сосна біля Брюля», яка нині міститься в колекції Бельведера.

1988 року дерево померло, і 1997 року його спиляли заради безпеки. Стовбур сосни зберігся, і від листопада 2002 виставлений у Музеї Нижньої Австрії. Дослідження річних кілець на зрізі, отриманому Музеєм Медлінга, показали, що дерево почало рости 1542 року, тобто його вік становив приблизно 450 років. До цього оцінки віку досягали навіть 700 років. На місці сосни, поряд із пнем, що залишився, 2000 року від міста Медлінг встановлено пам'ятник. Поклонний хрест, який видно на старих фотографіях, також повернуто на своє місце 2004 року. Одне зі сусідніх дерев, з оцінним віком близько 200 років, 2005 року названо Новою Широкою сосною. Трохи нижче доріжкою стоїть і Мала Широка сосна приблизно такого ж віку, з кроною, що нагадує формою гриб.

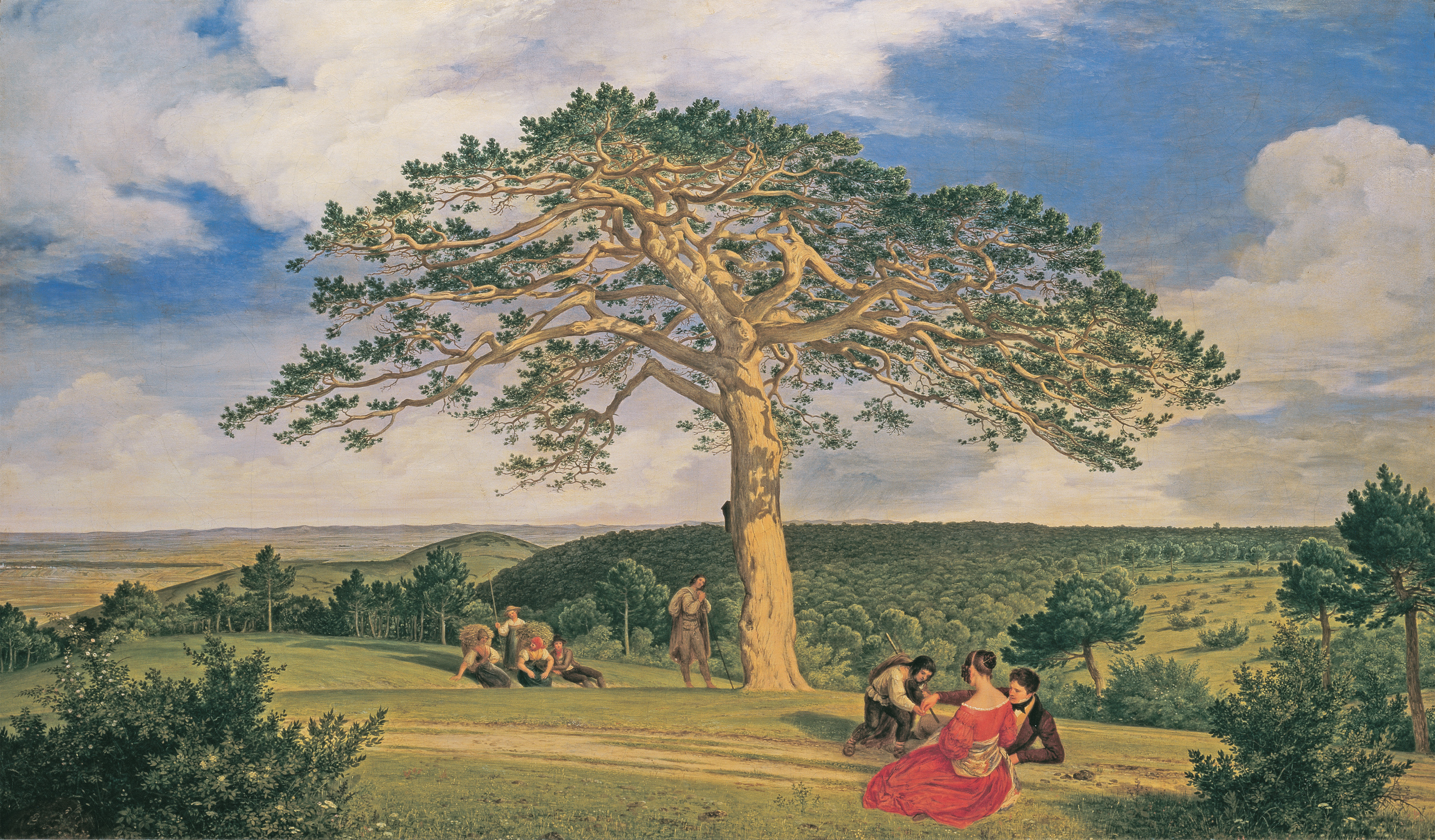
Картина Людвіга Фердинанда Шнорра фон Каронсфельда
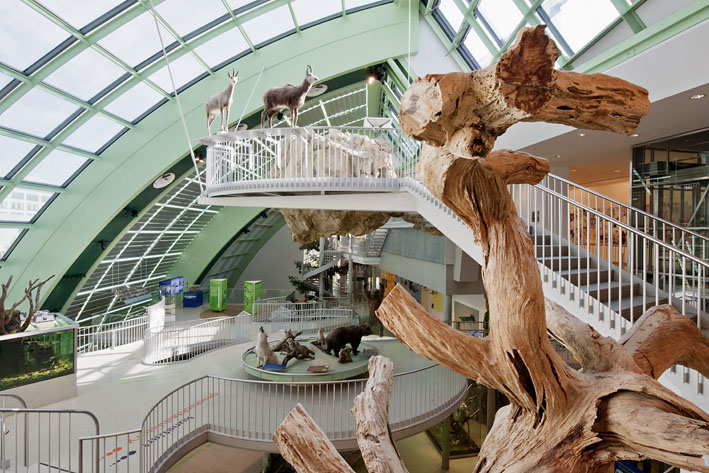
Стовбур у Музеї Нижньої Австрії
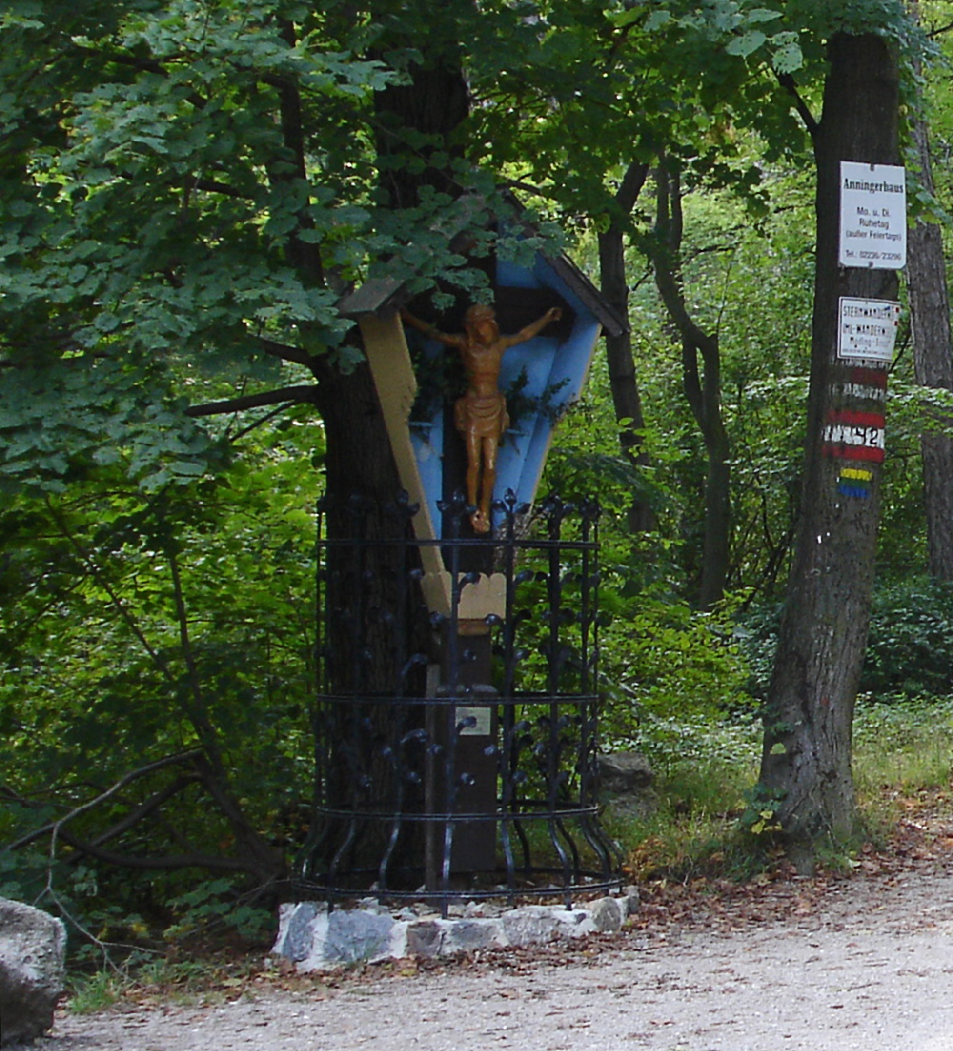
Поклонний хрест (2005 рік)